# Лашкарёв, Павел Сергеевич
Павел Сергеевич Лашкарёв (Лошкарёв) (06.11.1776—13.01.1857) — генерал-майор, генерал-лейтенант, герой Отечественной войны 1812 года.

## Биография
Родился 6 (17) ноября 1776 года в семье известного дипломата екатерининской эпохи Сергея Лазаревича Лашкарёва и его жены Констанции Ивановны, урождённой Дюнан.
В 1781 году зачислен сержантом в Преображенский лейб-гвардии полк; с 1 января 1794 года вступил в действительную службу, с производством из сержантов лейб-гвардии Преображенского полка  в  армии капитаны и зачислением в Старооскольский пехотный полк; участвовал в Польской кампании 1794 г. Впоследствии за отличие, уже в чине подполковника, переведен в лейб-гвардии Измайловский полк.
В 1799 году, находясь в корпусе генерала А. М. Римского-Корсакова, был ранен пулями на вылет в правую руку и ногу в сражении с французами под Цюрихом; из капитанов генерал-лейтенанта Ф. Козлова (Старооскольского) мушкетерского полка с 3 ноября 1799 года произведен в чин армии майора того же полка; с 9 января 1800 года в чине майора назначен полковым командиром генерал-майора Ф.М. Быкова (Старооскольского) мушкетерского полка; с 5 января 1802 года уволен в отпуск для излечения ран по 1 июня; с 13 марта 1802 года отставлен от должности полкового командира Старооскольского мушкетерского полка;  по поданному, в том же - 1802 году, прошению, с 24 января 1803 уволен от военной службы, с повышением чина для определения к статским делам; с 5 февраля 1804 года вновь определен в военную службу, в прежнем чине майора, в Псковский мушкетерский полк.
Участвовал в войнах с французами в 1805 году и в 1806—1807 годах, 26 декабря 1806 участвовал в битве при Пултуске.
С 23 апреля 1806 года из майоров Псковского мушкетерского полка произведен в чин армии подполковника; с 10 ноября 1806 года назначен полковым командиром Волынского мушкетерского полка; с 31 января 1811 г. из подполковников и полковых командиров Волынского мушкетерского полка переведен подполковником в лейб-гвардии Измайловский полк, с оставлением при прежней должности командира Волынского мушкетерского полка; из подполковников лейб-гвардии Измайловского полка с 29 октября 1811 года назначен полковником и полковым командиром Симбирского пехотного полка.
В 1812 году находился с полком в 27-й пехотной дивизии Д. П. Неверовского, сражался с французами под Смоленском, Красным и отличился в Бородинском сражении, где заслонил собой М. И. Кутузова (?). Командуя "Симбирским пехотным полком,батальоном Одесского пехотного полка, и несколькими ротами гренадер, взял штурмом Шевардинский редут, истребив в нем штыками целый батальон 61-го полка; но сам был тяжело ранен пулей в голову". Пуля, попавшая в правую щеку, прошла насквозь под левое ухо, отчего он частично потерял зрение. "П.С. имел такую же рану, как фельдмаршал князь Кутузов; пуля через левый висок пролетела за глазами и вылетела в правую щеку. Можно себе представить, какие головные страдания, кроме потери зрения, должен был всю жизнь переносить покойный герой; постоянный шум в голове мешал ему в последние годы слышать".
По предсмертной просьбе генерала Д.П. Неверовского, был произведён в генерал-майоры с 30 августа 1814 года, со старшинством от 22 января 1814 г.; отставлен от должности шефа Симбирского пехотного полка с 1 сентября 1814 г.;  с 1 июня 1815 года назначен командиром 3-й бригады 28-й пехотной дивизии; по 1834 год числился по армии и получал полное генеральское содержание, состоял при Инспекторском департаменте Военного министерства.
В 1831 году вышел в отставку; "в 1834 г. при общем увольнении всех состоявших по армии, и он лишился эполет и части содержания. На все предложения главнокомандовавшего в Закавказском крае генерала Ермолова и бывшего военного министра графа Коновницына, принять участие в их военных советах, Павел Сергеевич благодарил их за внимание и говорил, что ему совестно, лишенному зрения, принять на себя какую-либо должность и подписывать бумаги, которых сам прочитать не в состоянии".
Жил в Санкт-Петербурге. Умер 13 (25) января 1857 года, похоронен на Волковом православном кладбище
Имя Павла Сергеевича Лашкарева, как и имена других награждённых за сражение при Колоцком монастыре, Шевардине и Бородине 24 и 26 августа 1812 года орденом Святого Георгия 4-й степени, увековечено на мраморной доске Галереи воинской славы в Храме Христа Спасителя в Москве.

## Награды
- Крест «За взятие Праги»
- Орден Святого Владимира 4-й степени с бантом (26 апреля 1807)[7]
- Орден Святого Георгия 4-го класса (23 декабря 1812)[8]
- Орден Святой Анны 2-й степени (24 апреля 1814)[9]
- Золотая шпага «за храбрость»
- Орден «Pour le Mérite» (королевство Пруссия)